# Mount Olive (Illinois)
Mount Olive ist eine Kleinstadt im Südwesten des US-amerikanischen Bundesstaats Illinois und liegt an der bekannten Fernstraße Route 66, rund 65 Kilometer nordöstlich von St. Louis.
Das U.S. Census Bureau hat bei der Volkszählung 2020 eine Einwohnerzahl von 2015 ermittelt.

## Geographie
Der Ort liegt an der Norfolk and Western Railroad zwischen Litchfield und Staunton. Durch den Ort führen die historische Route 66 und die Illinois State Route 138.
Nach Angaben des United States Census Bureau von 2010 hat Mount Olive eine Gesamtfläche von 2,99 km² wovon 2,98 km² (oder 99,74 %) auf Land und 0,01 km² (oder 0,26 %) auf Gewässer entfallen.

## Demographie
Zum Zeitpunkt des United States Census 2000 bewohnten Mount Olive 2150 Personen. Die Bevölkerungsdichte betrug 754,7 Personen pro km². Es gab 991 Wohneinheiten, durchschnittlich 347,8 pro km². Die Bevölkerung in Mount Olive bestand zu 96,79 % aus Weißen, 0,83 % Schwarzen oder African American, 0,64 % Native American, 0 % Asian, 0 % Pacific Islander, 1,28 % gaben an, anderen Rassen anzugehören und 0,47 % nannten zwei oder mehr Rassen. 3,0 % der Bevölkerung erklärten, Hispanos oder Latinos jeglicher Rasse zu sein.
Die Bewohner Mount Olives verteilten sich auf 906 Haushalte, von denen in 30,7 % Kinder unter 18 Jahren lebten. 54,6 % der Haushalte stellten Verheiratete, 8,9 % hatten einen weiblichen Haushaltsvorstand ohne Ehemann und 32,7 % bildeten keine Familien. 29,6 % der Haushalte bestanden aus Einzelpersonen und in 19,3 % aller Haushalte lebte jemand im Alter von 65 Jahren oder mehr alleine. Die durchschnittliche Haushaltsgröße betrug 2,37 und die durchschnittliche Familiengröße 2,92 Personen.
Die Bevölkerung verteilte sich auf 23,5 % Minderjährige, 7,7 % 18–24-Jährige, 28,8 % 25–44-Jährige, 19,9 % 45–64-Jährige und 20,1 % im Alter von 65 Jahren oder mehr. Der Median des Alters betrug 39 Jahre. Auf jeweils 100 Frauen entfielen 95,6 Männer. Bei den über 18-Jährigen entfielen auf 100 Frauen 88,6 Männer.
Das mittlere Haushaltseinkommen in Mount Olive betrug 35.065 US-Dollar und das mittlere Familieneinkommen erreichte die Höhe von 41.765 US-Dollar. Das Durchschnittseinkommen der Männer betrug 30,79 US-Dollar, gegenüber 21.125 US-Dollar bei den Frauen. Das Pro-Kopf-Einkommen belief sich auf 17.172 US-Dollar. 6,1 % der Bevölkerung und 6,1 % der Familien hatten ein Einkommen unterhalb der Armutsgrenze, davon waren 7,0 % der Minderjährigen und 6,7 % der Altersgruppe 65 Jahre und mehr betroffen.

## Sehenswürdigkeiten
In Mount Olive befindet sich direkt südlich der Route 66 der Union Miners Cemetery, wo die beim Virden-Massaker getöteten Bergarbeiter sowie die Gewerkschafterin Mary Harris “Mother” Jones begraben sind.
Die Soulsby Service Station ist die älteste sich noch in Betrieb befindliche Tankstelle an der historischen Route in Illinois. Friedhof und Tankstelle sind im National Register of Historic Places eingetragen.

## Persönlichkeiten
- Frank Biscan, Pitcher der St Louis Browns, 1920 hier geboren
- Jess Dobernic, Pitcher der Chicago Cubs, Chicago White Sox und Cincinnati Reds, 1917 hier geboren
- Mary Harris Jones (1837 oder 1830–1930), Gewerkschafterin
- Mike Kreevich, Spieler der Chicago Cubs, Chicago White Sox, Philadelphia Athletics, St. Louis Browns und Washington Senators, 1908 hier geboren
- Adolph Germer (1881–1966), National Executive Secretary der Socialist Party of America von 1916 bis 1919, in Mount Olive begraben